# Мебеці
Мебеці (груз. მებეცი) — село в Грузії.
За даними перепису населення 2014 року в селі проживає 69 особа.